# Občina

Die Občine Sloweniens (Stand 2012)

Občina (fem., Plural: občine) ist die Bezeichnung für Gemeinde in Slowenien.
Slowenien ist in 212 občine untergliedert, zwölf von ihnen sind Stadtgemeinden (mestne občine) – Stand Juli 2023.
Die občine bilden gegenwärtig die zweite Verwaltungsebene direkt unterhalb des Gesamtstaates.

## Gemeinden
Gründung und Verwaltung von Gemeinden in der Republik Slowenien werden durch das Gesetz über die lokale Selbstverwaltung geregelt.
Eine Gemeinde ist in Slowenien eine kommunale Gebietskörperschaft, die im Rahmen der Gesetze ihre eigenen Angelegenheiten regelt und bestimmte gesetzliche Vorschriften in den ihr zugewiesenen Gebieten umsetzt.
Eine Gemeinde besteht aus einem Gebiet mit einer Siedlung oder mehreren Siedlungen – slowenisch: naselje, die durch gemeinsame Interessen der Einwohner verbunden sind.
Eine Gemeinde hat mindestens 5.000 Einwohner, es sei denn, die Gründung einer neuen Gemeinde ist auf den Zusammenschluss von zwei oder mehreren Gemeinden oder auf geografische, grenzbezogene, ethnische, historische oder wirtschaftliche Gründe zurückzuführen.
Gemeinden können den Status einer Stadt (mestna občina) erhalten. Im nachstehenden Hauptartikel sind solche Gemeinden gekennzeichnet.
Der Repräsentant der Gemeinde ist der Bürgermeister, der durch Mehrheitswahl gewählt wird.

## Stadtgemeinden
Eine Stadtgemeinde (mestna občina) ist eine Gemeinde, die eine größere Stadt umfasst.
In Slowenien sieht Artikel 16 des Gesetzes über die lokale Selbstverwaltung vor, dass eine Gemeinde den Status einer Stadtgemeinde erhalten kann, wenn sie auf ihrem Gebiet eine Stadt mit mindestens 20.000 Einwohnern und mindestens 15.000 Arbeitsplätzen hat, von denen mindestens die Hälfte im tertiären und quartären Sektor angesiedelt sind, und wenn sie das geografische, wirtschaftliche und kulturelle Zentrum ihres Gravitationsgebiets ist.
Der Staat kann der Gemeinde die Durchführung bestimmter Aufgaben im Rahmen ihrer Zuständigkeit für die Entwicklung der Stadt übertragen. Seit dem Jahr 2021 existieren in Slowenien 12 Stadtgemeinden.

## Ortsgemeinschaften und Stadtbezirke
Jede Gemeinde besteht aus mindestens einer Siedlung (slowenisch naselje). Eine slowenische Gemeinde kann in ihrer Satzung beschließen, das Gemeindegebiet verwaltungstechnisch in Ortsgemeinschaften (krajevna skupnost, Pluralː krajevne skupnosti), Dorfgemeinschaften (vaška skupnost) oder Stadtbezirken/Stadtvierteln (mestne četrti, Singular mestna četrt) zu organisieren. Die Gemeinden können bestimmte Aufgaben an Ortsgemeinschaften und Stadtbezirke delegieren. Die Errichtung, Bürgerbeteiligung und Aufgaben slowenischer Ortsgemeinschaften sind gesetzlich geregelt.

## Geschichte
Die kommunale Selbstverwaltung auf dem Gebiet des heutigen Slowenien war bis Mitte des 19. Jahrhunderts nur in Ansätzen vorhanden. Sie manifestieren sich vor allem in den vom mittelalterlichen Stadtrecht stammenden Elementen der „Autonomie einer Kommune“.
Zur Bildung definierter Gebietseinheiten kam es erst mit der Gründung der ersten Katastralgemeinden zur Zeit der illyrischen Provinzen.
Im Jahr 1849 wurde durch die neue Reichsverfassung für das Kaiserthum Österreich die Selbstverwaltungsbefugnis der Gemeinden als Grundrecht verbrieft.
In den 1990er Jahren war nach der Unabhängigkeit der Republik Slowenien die Reformierung der kommunalen Selbstverwaltung eine der wichtigsten Aufgaben. Alle notwendigen Rechtsvorschriften wurden 1994 verabschiedet.

## Synonyme in den anderen Nachfolgestaaten Jugoslawiens
- Općina ist der entsprechende Ausdruck im Kroatischen und Bosnischen.
- Opština (kyrillisch Општина geschrieben) ist der entsprechende Ausdruck im Serbischen und Mazedonischen.